# Florestal
Florestal es un municipio brasilero del estado de Minas Gerais. Su población en 2008 era de 6.152 habitantes. Integra la Región Metropolitana de Belo Horizonte. Está localizada a 70 km de la capital Belo Horizonte, a 24 km de Pará de Minas y a 47 km de Itaúna. La ciudad posee un campus de la Universidad Federal de Viçosa.